# William Eastcott
William Merrill Eastcott (Toronto, Ontario, 22 de setembre de 1883 – Grand Rapids, Michigan, Estats Units, 22 d'agost de 1972) va ser un tirador canadenc que va competir a començaments del segle xx. El 1908 va prendre part en els Jocs Olímpics de Londres, on guanyà una medalla de bronze en la prova de rifle militar per equips.